# Lasy Cisowsko-Orłowińskie
Lasy Cisowsko-Orłowińskie este o arie protejată (sit de importanță comunitară — SCI) din Polonia întinsă pe o suprafață de 10.406,87 ha, integral pe uscat.

## Localizare
Centrul sitului Lasy Cisowsko-Orłowińskie este situat la coordonatele 50°44′51″N 20°51′05″E / 50.7476°N 20.8514°E.

## Înființare
Situl Lasy Cisowsko-Orłowińskie a fost declarat sit de importanță comunitară în octombrie 2009 pentru a proteja 14 specii de animale.

## Biodiversitate
Situată în ecoregiunea continentală, aria protejată conține 15 habitate naturale: Vegetație psamofilă uscată cu pășuni deschise de Corynephorus și Agrostis, Râuri cu maluri nămoloase cu vegetație de Chenopodion rubri p.p. și Bidention p.p., Formațiuni de Juniperus communis pe lande sau pajiști calcaroase, Formațiuni ierboase bogate în specii de Nardus, dezvoltate pe substraturi silicioase în zone montane (și în zone submontane, în Europa continentală), Pajiști cu Molinia pe soluri calcaroase, turboase sau argilos-nămoloase (Molinion caeruleae), Turbării active, Mlaștini turboase de tranziție și turbării mișcătoare, Păduri de fag Luzulo-Fagetum, Păduri de fag Asperulo-Fagetum, Păduri de stejar și carpen Galio-Carpinetum, Păduri acidofile de stejar bătrân cu Quercus robur pe câmpii nisipoase, Mlaștini împădurite, Păduri aluvionare cu Alnus glutinosa și Fraxinus excelsior (Alno-Padion, Alnion incanae, Salicion albae), Păduri de brad Holy Cross (Abietetum polonicum), Păduri central-europene de pin scoțian cu licheni.
La baza desemnării sitului se află mai multe specii protejate:
- amfibieni (2): buhai de baltă cu burta roșie (Bombina bombina), triton cu creastă (Triturus cristatus)
- mamifere (3): castor (Castor fiber), vidră de râu (Lutra lutra), liliac comun (Myotis myotis)
- nevertebrate (7): fluturele auriu (Euphydryas aurinia), libelule (Leucorrhinia pectoralis), fluturele purpuriu (Lycaena dispar), Lycaena helle, Ophiogomphus cecilia, Phengaris teleius, Unio crassus
- pești (2): Eudontomyzon mariae, cicar (Lampetra planeri)